# Національний природний парк «Куяльницький»
Національний природний парк «Куяльницький» — природоохоронна територія в Одеському та Березівському районах Одеської області.

## Історія
Створено указом президента України від 1 січня 2022 року.

## Опис
До території національного природного парку включено 10 800,8867 гектара земель державної та комунальної власності, а саме: 3 490,6753 гектара, що надаються національному природному парку в постійне користування, та 7 310,2114 гектара, що включаються до його території без вилучення у землекористувачів.

## Мета і завдання
Парк створено з метою збереження, відтворення, ефективного використання природних комплексів та об'єктів у басейні Куяльницького лиману, які мають особливу природоохоронну, оздоровчу, історико-культурну, наукову, освітню, естетичну цінність.
Основні завдання Парку :
- збереження цінних природних та історико-культурних комплексів об'єктів;
- створення умов для організованого туризму, відпочинку та інших видів рекреаційної діяльності в природних умовах з додержанням режиму охорони заповідних природних комплексів та об'єктів;
- проведення наукових досліджень природних комплексів та їх змін в умовах рекреаційного використання, розробка наукових рекомендацій з питань охорони навколишнього природного середовища та ефективного використання природних ресурсів;
- проведення екологічної освітньо-виховної роботи.[3]

## Галерея

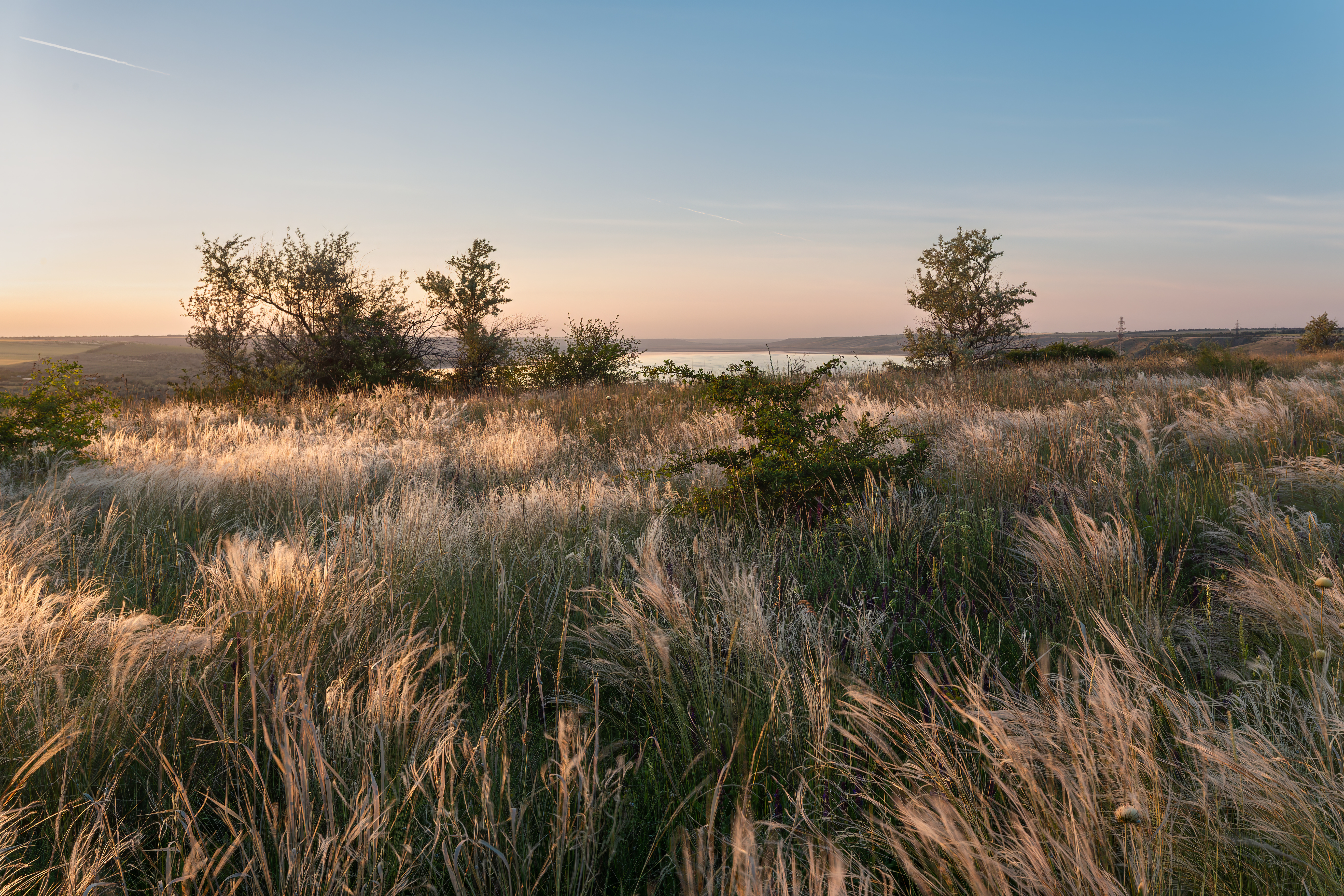
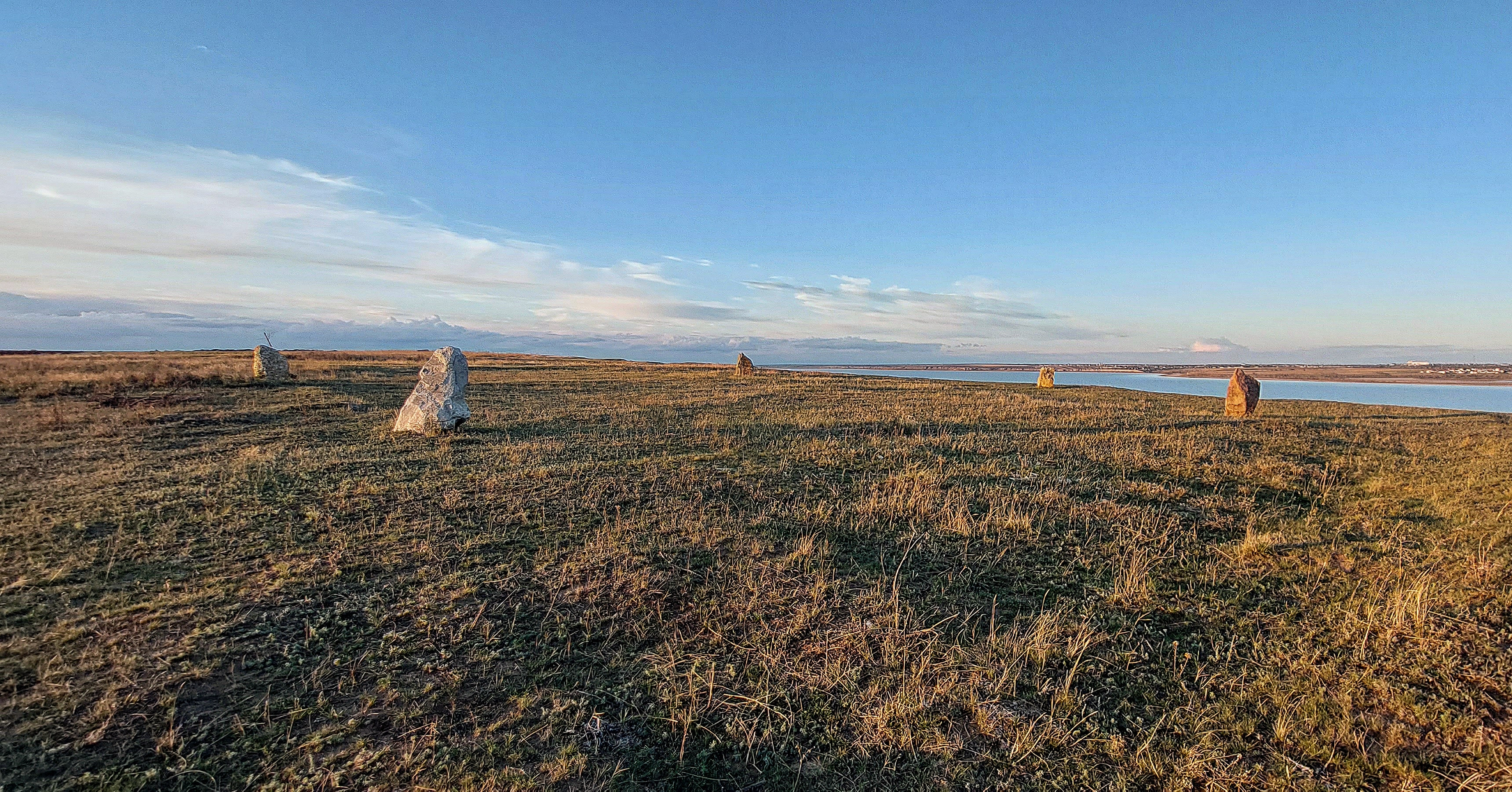